# Премія НАН України імені Л. П. Симиренка
Пре́мія і́мені Левка Платоновича Симиренка — премія, встановлена НАН України за видатні наукові роботи в галузі садівництва, дендробіології та квітникарства. 
Премію засновано у 1980 році  та названо на честь видатного українського помолога, Симиренка Левка Платоновича.
Починаючи з 2007 року Премію імені Л. П. Симиренка присуджує відділення загальної біології НАН України щодва роки.

## Лауреати премії
| Рік  | Тема | Лауреати                                               | Коротко про лауреата |
| ---- | --- | ------------------------------------------------------ | --- |
| 1982 | | Артеменко Микола Михайлович                            | |
|      | | Смиков Володимир Карпович                              | Селекціонер-плодівник, засновник школи південного плодівництва, Заслужений діяч науки й техніки України, доктор сільськогосподарських наук, професор, Почесний член Кримської академії наук |
| 1994 | | Клочко Петро Володимирович                             | Заступник директора Мелітопольської дослідної станції садівництва (1974-1987) |
| 1994 | Сенін Віктор Іванович | Директор Мелітопольської дослідної станції садівництва | |
| 1999 | | Горобець В.Ф.                                          | Вчений у галузі інтродукції та селекції квітниково-декоративних рослин |
| 2000 | | Шестопал Сергій Якович                                 | Директор Львівської дослідної станції садівництва |
| 2001 | За цикл робіт «Інтродукція видів роду ехінацея та тропічних і субтропічних рослин»                                                  | Самородов Віктор Миколайович                           | Доцент Полтавського державного сільськогосподарського інституту |
| 2001 | За цикл робіт «Інтродукція видів роду ехінацея та тропічних і субтропічних рослин»                                                  | Поспєлов Сергій Вікторович                             | Кандидат сільськогосподарських наук, доцент Полтавського державного сільськогосподарського інституту                                                                                        |
| 2001 | За цикл робіт «Інтродукція видів роду ехінацея та тропічних і субтропічних рослин»                                                  | Горницька Ірина Петрівна                               | Доктор біологічних наук, старший науковий співробітник Донецького ботанічного саду НАН України                                                                                              |
| 2002 | | Кондратенко Петро Васильович                           | Академік Української ААН |
| 2018 | За цикл праць «Створення та впровадження у квітникарство України високодекоративних стійких сортів лілійника та хризантеми садової» | Щербакова Тетяна Олександрівна                         | кандидат біологічних наук, старший науковий співробітник Національного ботанічного саду ім. М.М. Гришка НАН України                                                                         |
| 2018 | За цикл праць «Створення та впровадження у квітникарство України високодекоративних стійких сортів лілійника та хризантеми садової» | Перебойчук Оксана Петрівна                             | кандидат біологічних наук, науковий співробітник Національного ботанічного саду ім. М.М. Гришка НАН України                                                                                 |
| 2018 | За цикл праць «Створення та впровадження у квітникарство України високодекоративних стійких сортів лілійника та хризантеми садової» | Завідова Людмила Гнатівна                              | головний інженер Національного ботанічного саду ім. М.М. Гришка НАН України |